# 3397 Leyla
A 3397 Leyla (ideiglenes jelöléssel 1964 XA) egy marsközeli kisbolygó. Robert Burnham és Norman G. Thomas fedezte fel 1964. december 8-án.